# Beton-Bazoches
Beton-Bazoches település Franciaországban, Seine-et-Marne megyében. Lakosainak száma 912 fő (2022. január 1.). Beton-Bazoches Bezalles, Boisdon, Champcenest, Chevru, Courtacon, Frétoy és Leudon-en-Brie községekkel határos.

## Népesség
A település népességének változása:
| Lakosok száma | 874  | 883  | 910  | 906  | 917  | 921  | 924  | 935  | 912  |
|               | 2013 | 2015 | 2016 | 2017 | 2018 | 2019 | 2020 | 2021 | 2022 |